# Maypearl
Maypearl è un centro abitato degli Stati Uniti d'America, situato nella contea di Ellis dello Stato del Texas.
La popolazione era di 934 persone al censimento del 2010.

## Geografia fisica
Maypearl è situata a 32°18′57″N 97°00′25″W (32.315701, -97.006839).
Secondo lo United States Census Bureau, ha un'area totale di 0,5 miglia quadrate (1,3 km²).

## Società

### Evoluzione demografica
Secondo il censimento del 2000, c'erano 746 persone, 245 nuclei familiari e 185 famiglie residenti nella città. La densità di popolazione era di 1.590,2 persone per miglio quadrato (612,8/km²). C'erano 263 unità abitative a una densità media di 560,6 per miglio quadrato (216,1/km²). La composizione etnica della città era formata dall'81,37% di bianchi, il 6,97% di afroamericani, lo 0,40% di nativi americani, lo 0,67% di asiatici, il 9,79% di altre razze, e lo 0,80% di due o più etnie. Ispanici o latinos di qualunque razza erano il 21,05% della popolazione.
C'erano 245 nuclei familiari di cui il 42,9% aveva figli di età inferiore ai 18 anni, il 60,4% erano coppie sposate conviventi, il 9,8% aveva un capofamiglia femmina senza marito, e il 24,1% erano non-famiglie. Il 20,8% di tutti i nuclei familiari erano individuali e il 9,4% aveva componenti con un'età di 65 anni o più che vivevano da soli. Il numero di componenti medio di un nucleo familiare era di 3,04 e quello di una famiglia era di 3,53.
La popolazione era composta dal 32,3% di persone sotto i 18 anni, il 10,9% di persone dai 18 ai 24 anni, il 30,8% di persone dai 25 ai 44 anni, il 18,5% di persone dai 45 ai 64 anni, e il 7,5% di persone di 65 anni o più. L'età media era di 32 anni. Per ogni 100 femmine c'erano 95,8 maschi. Per ogni 100 femmine dai 18 anni in giù, c'erano 104,5 maschi.
Il reddito medio di un nucleo familiare era di 41.417 dollari, e quello di una famiglia era di 53.750 dollari. I maschi avevano un reddito medio di 40.156 dollari contro i 21.750 dollari delle femmine. Il reddito pro capite era di 14.883 dollari. Circa il 4,7% delle famiglie e l'8,3% della popolazione erano sotto la soglia di povertà, incluso il 7,6% di persone sotto i 18 anni e il 10,7% di persone di 65 anni o più.